# Dorylus helvolus
Dorylus helvolus är en myrart som först beskrevs av Carl von Linné 1764.  Dorylus helvolus ingår i släktet Dorylus och familjen myror.

## Underarter
Arten delas in i följande underarter:
- D. h. helvolus
- D. h. pretoriae

## Bildgalleri

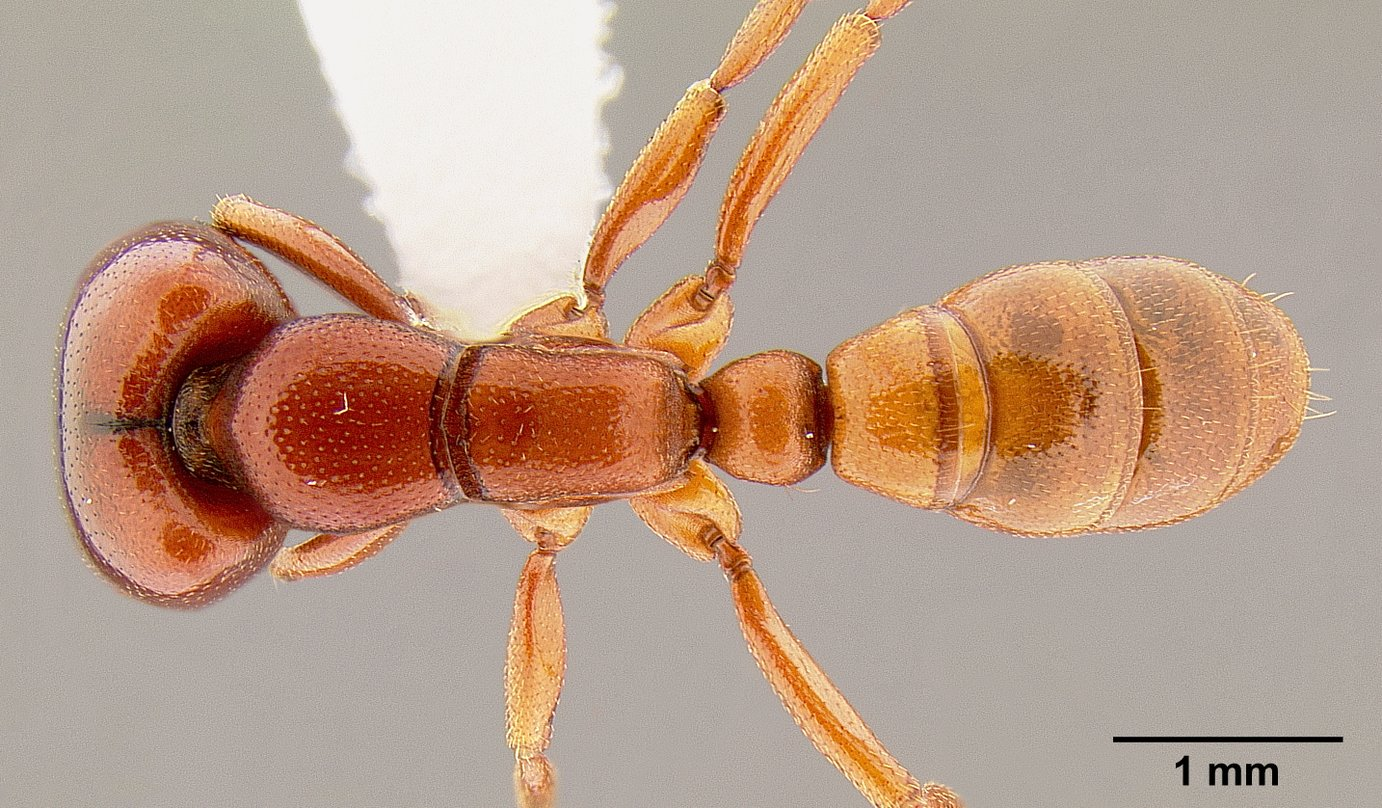
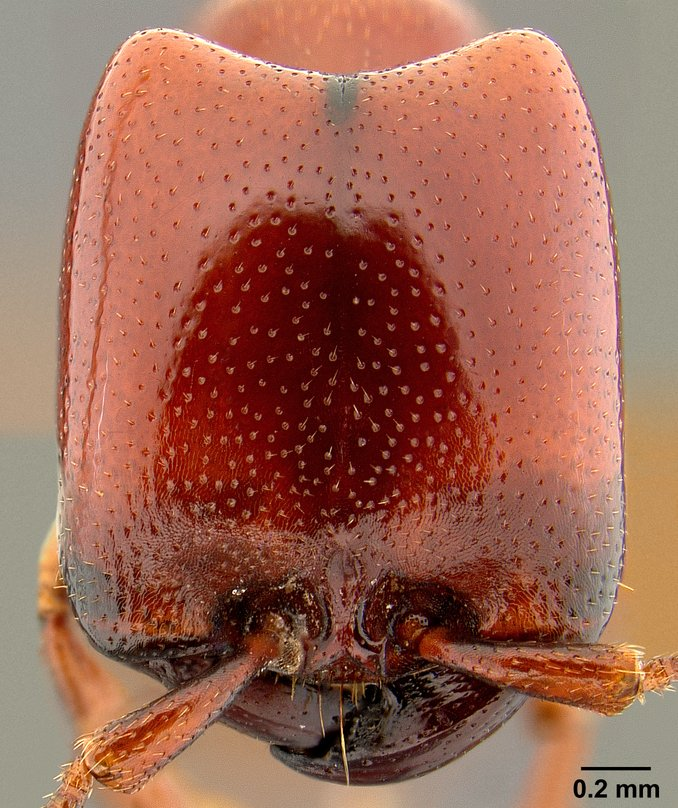
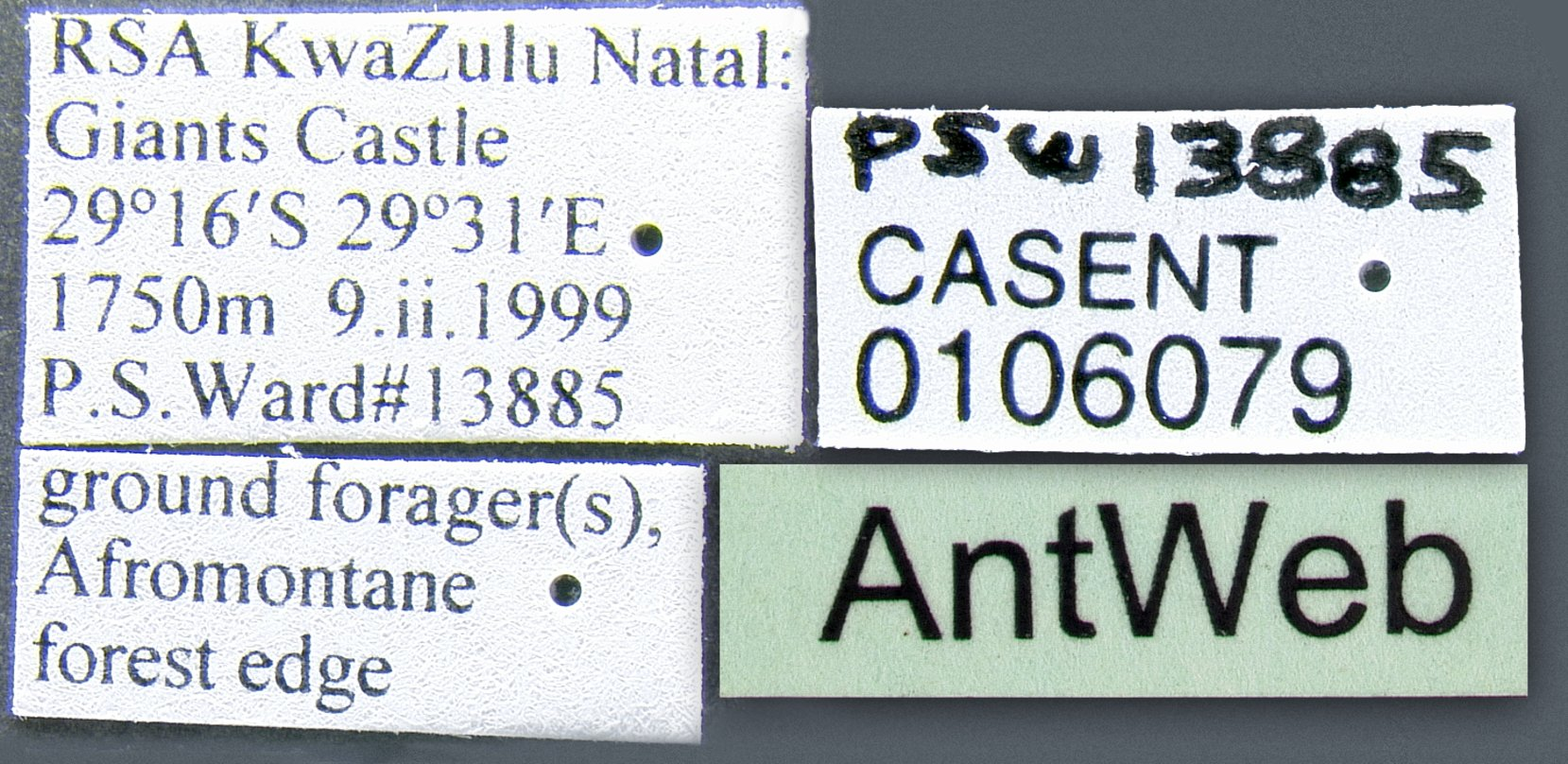
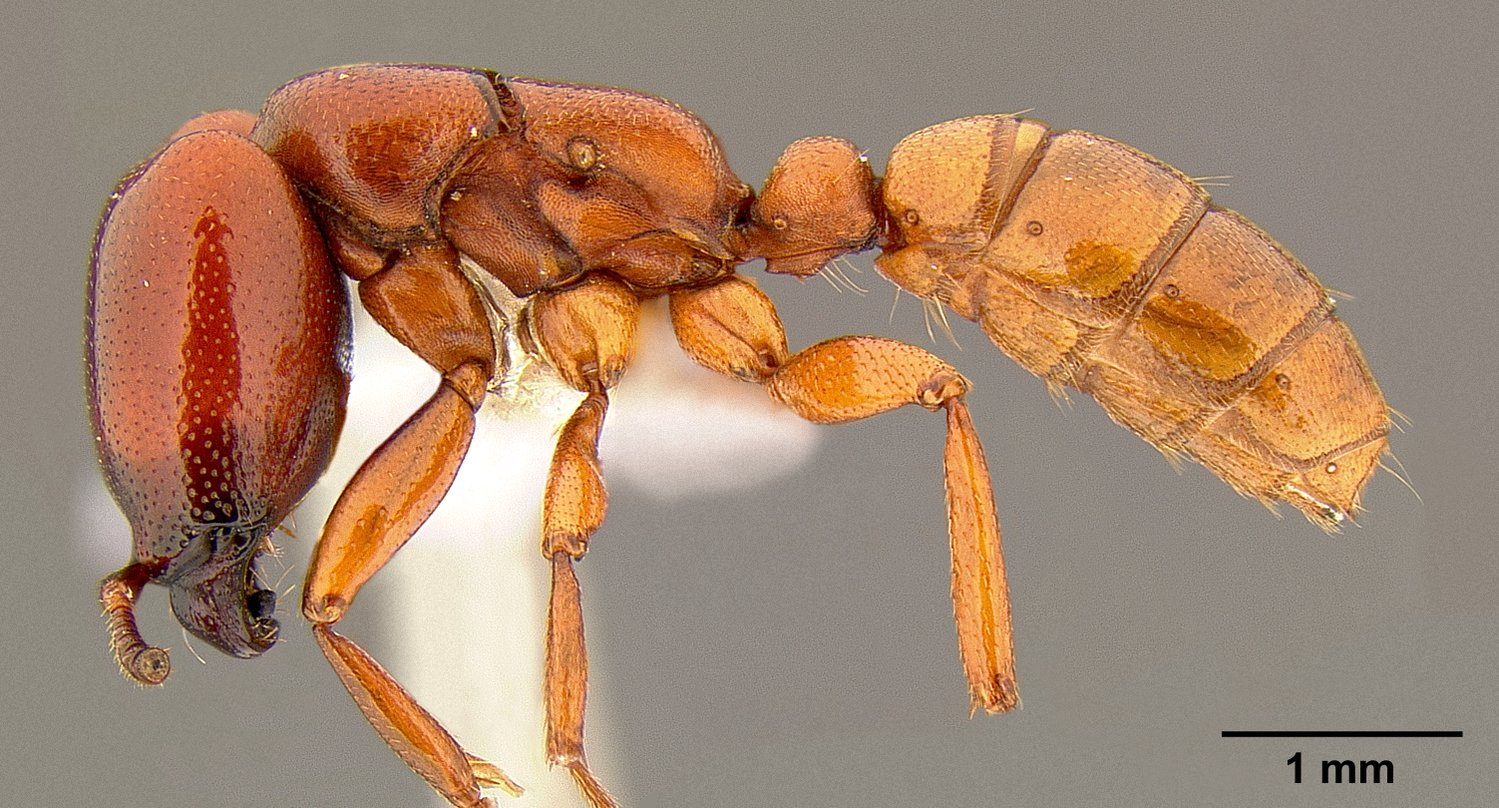
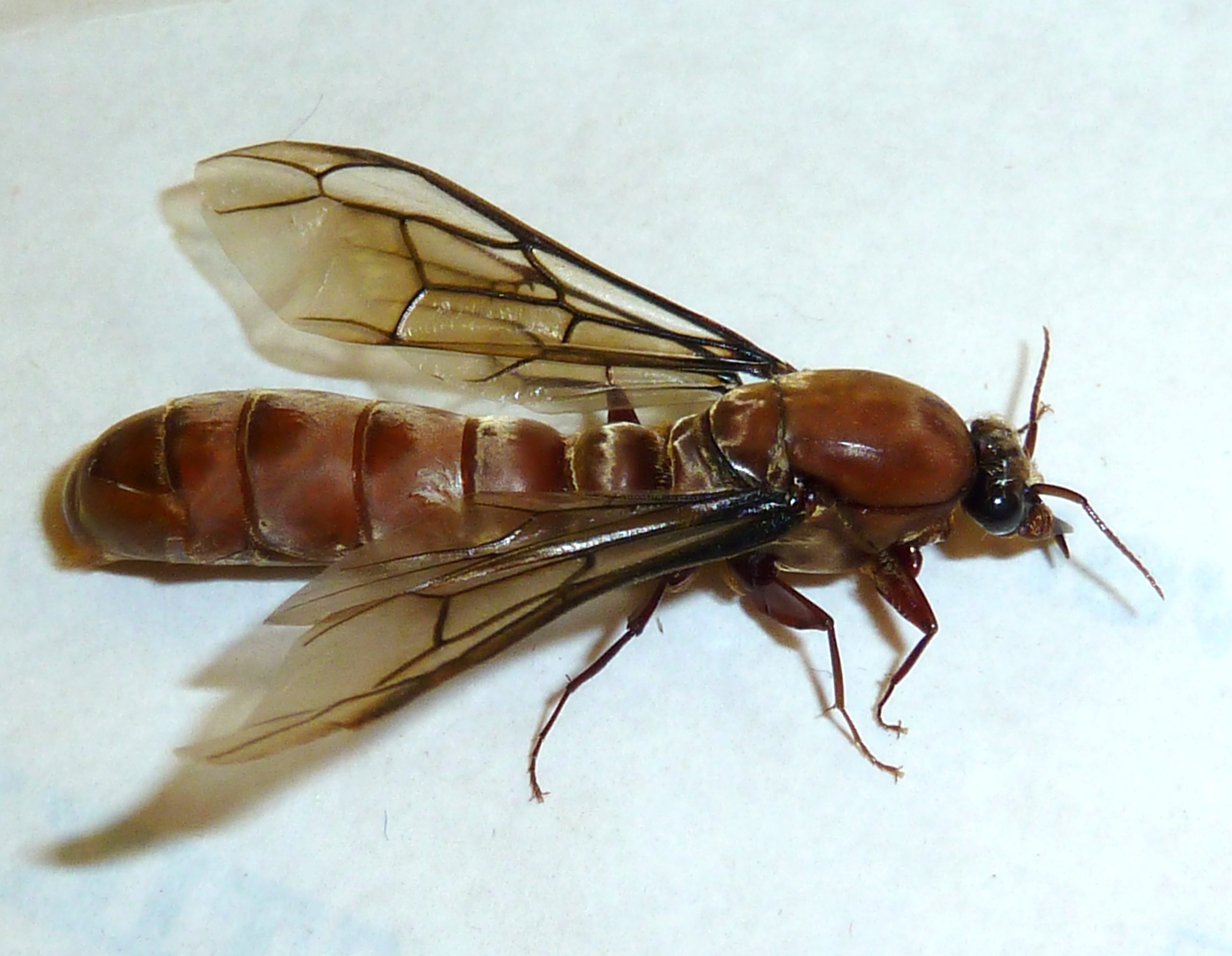
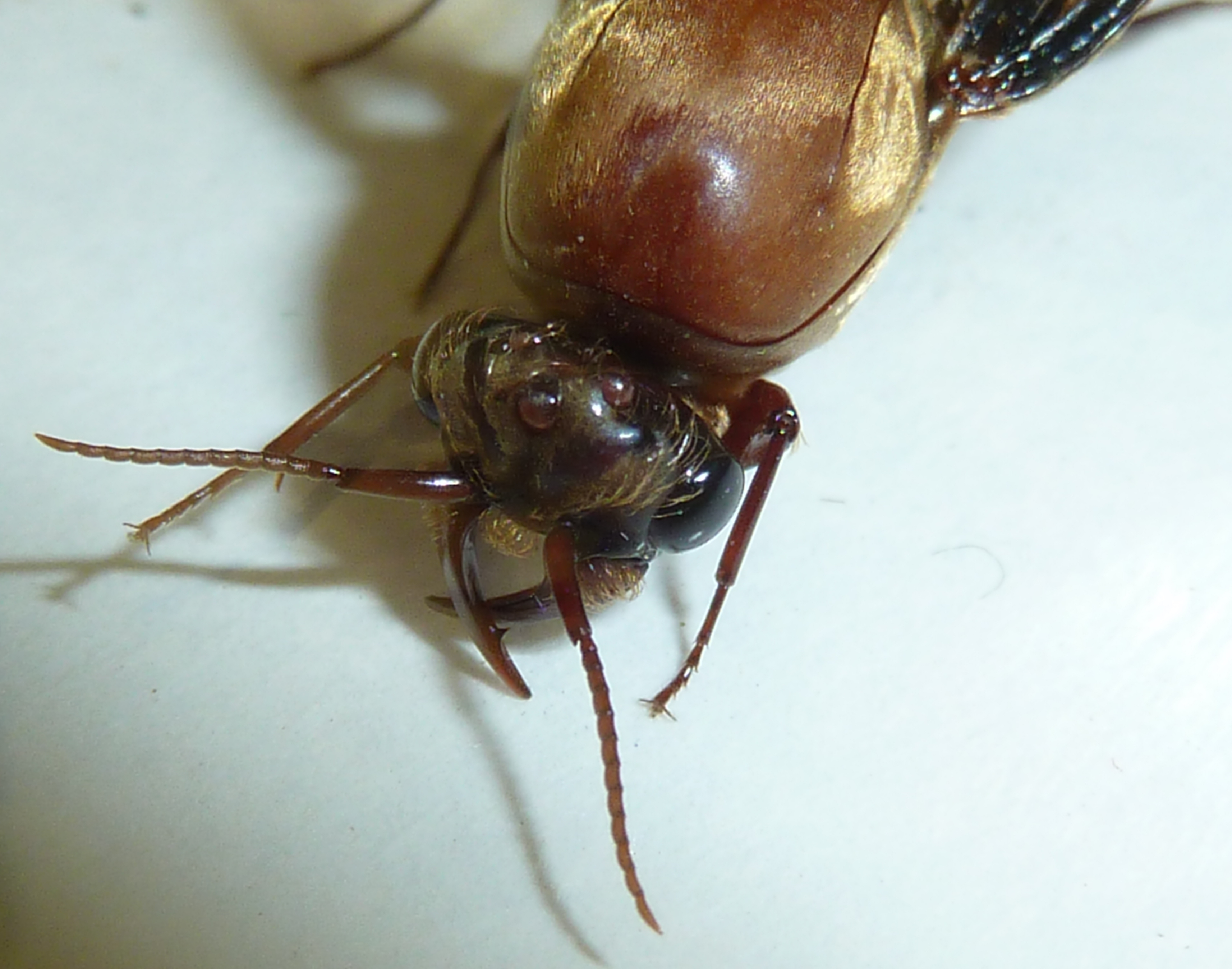